# 枌所村
枌所村（そぎしょそん）は、香川県綾歌郡にあった村。
村役場はその後、綾川町枌所巡回診療所になっている。

## 歴史
- 1890年2月15日 - 町村制施行に伴い、阿野郡枌所東村、枌所西村が合併し、枌所村が発足。
- 1899年4月1日 - 阿野郡が鵜足郡と合併し、綾歌郡となる。
- 1954年4月1日 - 山田村・羽床上村・西分村と新設合併し、綾上村となる。